# Tomás Romero
Tomás Lían Romero Keubler (Cherry Hill, 19 dicembre 2000) è un calciatore statunitense naturalizzato salvadoregno, portiere del New York City e della nazionale salvadoregna.

## Carriera

### Club
Ha giocato in MLS con il Los Angeles FC.

### Nazionale
Ha rappresentato le nazionali giovanili salvadoregne Under-17 ed Under-23.
Il 4 dicembre 2021 ha esordito con la nazionale salvadoregna, disputando l'amichevole pareggiata per 1-1 contro l'Ecuador.

## Statistiche

### Presenze e reti nei club
Statistiche aggiornate al 22 settembre 2022.
| Stagione                  | Squadra                   | Campionato                | Campionato | Campionato | Coppe nazionali | Coppe nazionali | Coppe nazionali | Coppe continentali | Coppe continentali | Coppe continentali | Altre coppe | Altre coppe | Altre coppe | Totale | Totale |
| Stagione                  | Squadra                   | Comp                      | Pres       | Reti       | Comp            | Pres            | Reti            | Comp               | Pres               | Reti               | Comp        | Pres        | Reti        | Pres   | Reti   |
| ------------------------- | ------------------------- | ------------------------- | ---------- | ---------- | --------------- | --------------- | --------------- | ------------------ | ------------------ | ------------------ | ----------- | ----------- | ----------- | ------ | ------ |
| 2017                      | Bethlehem Steel           | USL                       | 7          | -16        |                 | -               | -               |                    | -                  | -                  |             | -           | -           | 7      | -16    |
| 2018                      | Bethlehem Steel           | USL                       | 1          | -1         |                 | -               | -               |                    | -                  | -                  |             | -           | -           | 1      | -1     |
| 2019                      | Bethlehem Steel           | USLC                      | 9          | -16        |                 | -               | -               |                    | -                  | -                  |             | -           | -           | 9      | -16    |
| Totale Bethlehem Steel FC | Totale Bethlehem Steel FC | Totale Bethlehem Steel FC | 17         | -33        |                 | -               | -               |                    | -                  | -                  |             | -           | -           | 17     | -33    |
| 2021                      | Los Angeles FC            | MLS                       | 18         | -28        |                 | -               | -               |                    | -                  | -                  |             | -           | -           | 18     | -28    |
| 2021                      | Las Vegas Lights          | USLC                      | 5          | -12        |                 | -               | -               |                    | -                  | -                  |             | -           | -           | 5      | -12    |
| 2022                      | Las Vegas Lights          | USLC                      | 13         | -25        |                 | -               | -               |                    | -                  | -                  |             | -           | -           | 13     | -25    |
| Totale carriera           | Totale carriera           | Totale carriera           | 53         | -98        |                 | -               | -               |                    | -                  | -                  |             | -           | -           | 53     | -78    |

### Cronologia presenze e reti in nazionale
| Cronologia completa delle presenze e delle reti in nazionale ― El Salvador | Cronologia completa delle presenze e delle reti in nazionale ― El Salvador | Cronologia completa delle presenze e delle reti in nazionale ― El Salvador | Cronologia completa delle presenze e delle reti in nazionale ― El Salvador | Cronologia completa delle presenze e delle reti in nazionale ― El Salvador | Cronologia completa delle presenze e delle reti in nazionale ― El Salvador | Cronologia completa delle presenze e delle reti in nazionale ― El Salvador | Cronologia completa delle presenze e delle reti in nazionale ― El Salvador |
| Data                                                                       | Città                                                                      | In casa                                                                    | Risultato                                                                  | Ospiti                                                                     | Competizione                                                               | Reti                                                                       | Note                                                                       |
| -------------------------------------------------------------------------- | -------------------------------------------------------------------------- | -------------------------------------------------------------------------- | -------------------------------------------------------------------------- | -------------------------------------------------------------------------- | -------------------------------------------------------------------------- | -------------------------------------------------------------------------- | -------------------------------------------------------------------------- |
| 4-12-2021                                                                  | Houston                                                                    | El Salvador                                                                | 1 – 1                                                                      | Ecuador                                                                    | Amichevole                                                                 | -1                                                                         |                                                                            |
| 11-12-2021                                                                 | Los Angeles                                                                | El Salvador                                                                | 0 – 1                                                                      | Cile                                                                       | Amichevole                                                                 | -1                                                                         |                                                                            |
| 7-6-2022                                                                   | Saint George's                                                             | Grenada                                                                    | 2 – 2                                                                      | El Salvador                                                                | CONCACAF Nations League 2022-2023 - 1º turno                               | -2                                                                         |                                                                            |
| 27-9-2022                                                                  | Washington                                                                 | El Salvador                                                                | 1 – 4                                                                      | Perù                                                                       | Amichevole                                                                 | -4                                                                         |                                                                            |
| 16-11-2022                                                                 | Managua                                                                    | Nicaragua                                                                  | 1 – 0                                                                      | El Salvador                                                                | Amichevole                                                                 | -1                                                                         | 46’                                                                        |
| 22-3-2023                                                                  | Los Angeles                                                                | El Salvador                                                                | 0 – 1                                                                      | Honduras                                                                   | Amichevole                                                                 | -1                                                                         |                                                                            |
| 20-6-2023                                                                  | Daejeon                                                                    | Corea del Sud                                                              | 1 – 1                                                                      | El Salvador                                                                | Amichevole                                                                 | -1                                                                         |                                                                            |
| 26-6-2023                                                                  | Fort Lauderdale                                                            | El Salvador                                                                | 1 – 2                                                                      | Martinica                                                                  | Gold Cup 2023 - 1º turno                                                   | -2                                                                         |                                                                            |
| 7-9-2023                                                                   | Città del Guatemala                                                        | Guatemala                                                                  | 2 – 0                                                                      | El Salvador                                                                | CONCACAF Nations League 2023-2024 - 1º turno                               | -2                                                                         |                                                                            |
| 10-9-2023                                                                  | San Salvador                                                               | El Salvador                                                                | 2 – 3                                                                      | Trinidad e Tobago                                                          | CONCACAF Nations League 2023-2024 - 1º turno                               | -3                                                                         |                                                                            |
| 20-3-2024                                                                  | Washington                                                                 | El Salvador                                                                | 1 – 1                                                                      | Bonaire                                                                    | Amichevole                                                                 | -                                                                          | 46’                                                                        |
| 26-3-2024                                                                  | Houston                                                                    | El Salvador                                                                | 1 – 1                                                                      | Honduras                                                                   | Amichevole                                                                 | -1                                                                         |                                                                            |
| 14-6-2024                                                                  | Filadelfia                                                                 | El Salvador                                                                | 0 – 1                                                                      | Perù                                                                       | Amichevole                                                                 | -1                                                                         | 46’                                                                        |
| 27-7-2024                                                                  | Los Angeles                                                                | Guatemala                                                                  | 0 – 1                                                                      | El Salvador                                                                | Amichevole                                                                 | -                                                                          |                                                                            |
| 5-9-2024                                                                   | Rincon                                                                     | Montserrat                                                                 | 1 – 4                                                                      | El Salvador                                                                | CONCACAF Nations League 2024-2025 - 1º turno                               | -1                                                                         |                                                                            |
| 13-10-2024                                                                 | Arnos Vale                                                                 | Saint Vincent e Grenadine                                                  | 2 – 1                                                                      | El Salvador                                                                | CONCACAF Nations League 2024-2025 - 1º turno                               | -2                                                                         |                                                                            |
| 17-11-2024                                                                 | San Salvador                                                               | El Salvador                                                                | 1 – 0                                                                      | Montserrat                                                                 | CONCACAF Nations League 2024-2025 - 1º turno                               | -                                                                          |                                                                            |
| Totale                                                                     |                                                                            | Presenze                                                                   | 17                                                                         |                                                                            | Reti                                                                       | -23                                                                        |                                                                            |